# Silverkrut
Silverkrut är en pyroteknisk sats bestående av kaliumpermanganat, aluminium och svavel. Namnet används ibland felaktigt för s.k. blixtljuspulver som används för knall- och blixteffekter inom pyroteknik. Inom professionell pyroteknik använder man dock aldrig kaliumpermanganat som oxidationsmedel på grund av stora risker för självantändning. I fallet silverkrut innebär närvaron av svavel risk för bildning av kraftigt oxiderande och högexplosiv dimanganheptoxid, men det är bara en av alla reaktioner genom vilka kaliumpermanganat kan orsaka självantändning.
Silverkrut har på grund av ingrediensernas lättillgänglighet i kombination med okunnighet ofta använts istället för säkrare alternativ i hemmagjorda smällare med allvarliga olyckor som följd.